# Mauk Moruk
 (août 2015).
Si vous disposez d'ouvrages ou d'articles de référence ou si vous connaissez des sites web de qualité traitant du thème abordé ici, merci de compléter l'article en donnant les références utiles à sa vérifiabilité et en les liant à la section « Notes et références ».
Mauk Moruk, de son vrai nom Paulino Gama, né à Laga le 22 juin 1955 et mort le 8 août 2015 à Watu Saha Loi, était un homme politique timorais.

## Biographie
Engagé dans la lutte pour l'indépendance du pays contre l'Indonésie, commandant de la guérilla FALINTIL, il tente en 1984 avec trois autres officiers Falintil un coup d'état interne contre le chef du mouvement, Xanana Gusmão, sans succès et Moruk est contraint à l'exil aux Pays-Bas.
Il appelle en 2013 à renverser le Gouvernement timorais qu'il estime illégitime. Il prend alors la tête Conseil révolutionnaire Maubere (KRM), un mouvement paramilitaire. En mai 2014, le KRM est déclaré illégal par le Parlement.
En janvier 2015, le KRM prend deux policiers en otage et en blesse deux autres.
Mauk Moruk est finalement abattu le 8 août 2015 à la suite d'un échange de feu avec la police.